# Erianthus bolivari
Erianthus bolivari är en insektsart som beskrevs av Marius Descamps 1975. Erianthus bolivari ingår i släktet Erianthus och familjen Chorotypidae. Inga underarter finns listade i Catalogue of Life.